# LM-57
LM-57 − wysokopodłogowy, jednokierunkowy tramwaj produkcji zakładów PTMZ mieszczących się w Leningradzie.

## Konstrukcja
Tramwaje LM-57 produkowano jako wysokopodłogowe, jednokierunkowe i jednostronne ze stalowym szkieletem. Tramwaje te jako pierwsze produkowano bez sterowania wielokrotnego. Jedynie w Niżnym Nowogrodzie przystosowano je do sterowania wielokrotnego. Tramwaje LM-57 różniły się od poprzedniego modelu tej fabryki LM-49 bardziej opływowym kształtem czoła oraz zastosowaniem drzwi łamanych trzyskrzydłowych z przodu oraz czteroskrzydłowych w drzwiach drugich oraz trzecich. Tramwaje wyposażono w dwa wózki oba napędowe. Na każdym wózku znajdują się dwa silniki o mocy 45 kW każdy.

## Eksploatacja
Pierwszy tramwaj LM-57 powstał w 1957, natomiast seryjna produkcja ruszyła w 1960. Produkcję tramwajów LM-57 zakończono w 1968. Łącznie wyprodukowano 800 tramwajów tego typu. Większość tramwajów trafiła do Petersburga, a pozostałe do Kijowa, Taszkentu, Niżnego Nowogrodu, Niżnego Tagiłu, Magnitogorska, Kazania, Saratowa oraz do Archangielska. Wycofano je z eksploatacji w pierwszej połowie lat 80. XX w. z powodu zużycia się niektórych części. 